# Comendador Soares
Comendador Soares é um bairro de Nova Iguaçu, no estado do Rio de Janeiro.

Considerado importante colégio eleitoral, o bairro é também conhecido como Morro Agudo, seu nome anterior. É o bairro da escola de samba Imperial, dos clubes Morro Agudo Futebol Clube e Vasquinho, da paróquia São Francisco de Assis, da Igreja Presbiteriana de Comendador Soares e diversas outras denominações protestantes, além do Instituto Enraizados, organização de hip hop idealizada pelo rapper Dudu de Morro Agudo e premiada internacionalmente.

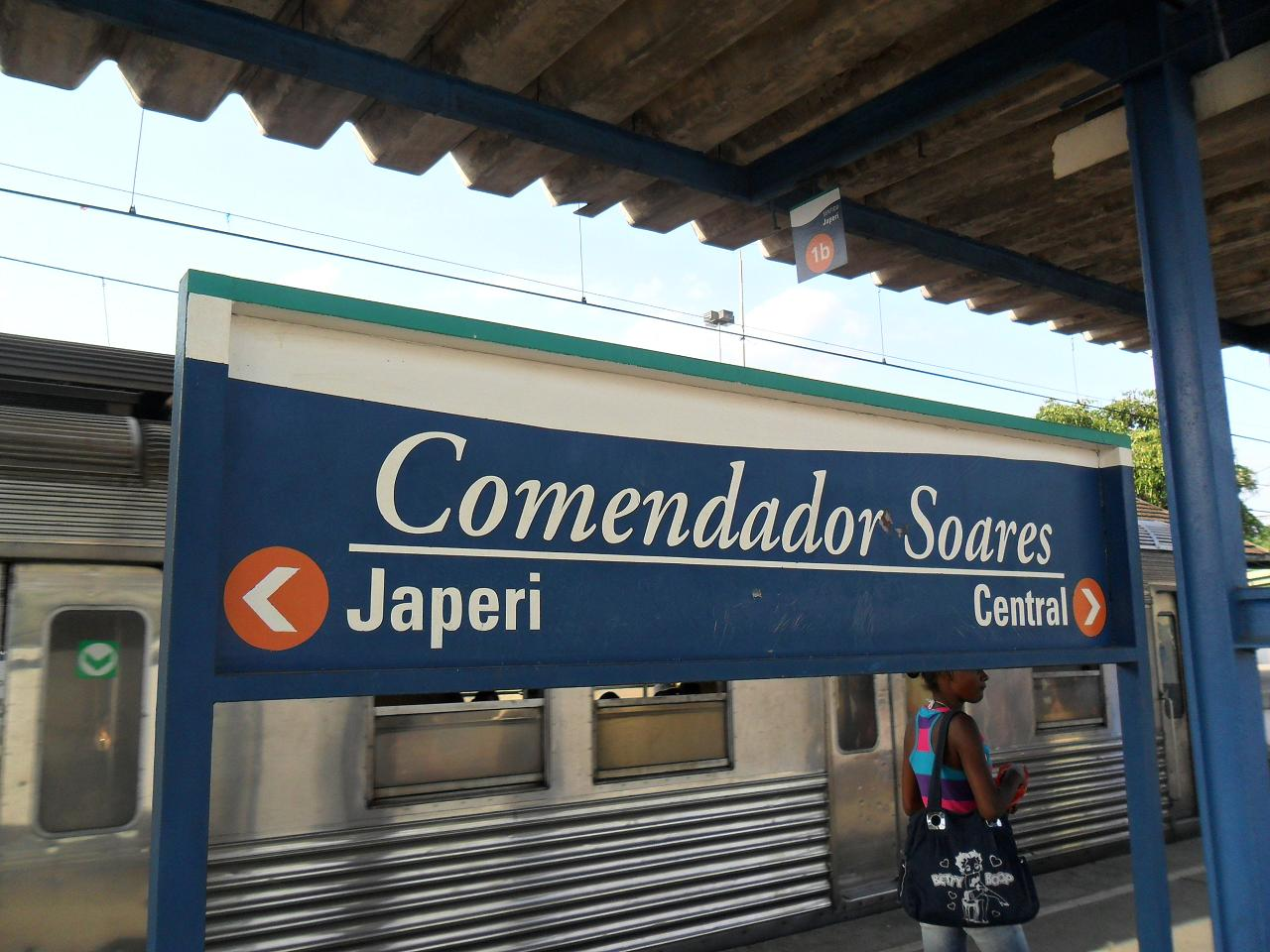
Estação Comendador Soares do ramal de Japeri da SuperVia.

## Geografia
Atualmente, é centro de Área Regional, de Nova Iguaçu, com alguma atividade comercial e industrial. Próximo do centro de Nova Iguaçu, é cortado pela linha férrea, a Linha Japeri da SuperVia, possuindo uma estação ferroviária e sendo cortado também pela rodovia Presidente Dutra.
Existem três estradas principais que ligam Comendador Soares a Nova Iguaçu, são elas: Av. Tancredo Neves (antiga Guadalajara), a Avenida Bernadino de Mello (cada uma a cada lado da Ferrovia) e a Estrada de Madureira.
Há escolas,particulares e municipais com boa preparação para receber os alunos.O comércio local vem se expandindo e já podem ser encontradas redes de supermercados, farmácias e lojas de roupas. A noite do bairro costuma ser agitada às sexta e sábados. Existe ainda música ao vivo em alguns botequins. Algumas pizzarias oferecem ótima gastronomia.
O bairro recebeu recentemente a agência bancária do Itaú, Bradesco, Caixa Econômica Federal e do Santander. Por conta disso, houve melhorias no comércio local em relação a depósitos e pagamentos de contas. Há mobilização dos moradores locais para que mais agências sejam construídas na localidade. A população agora aguarda por uma antiga promessa dos políticos da região, em relação à construção de um terminal rodoviário.

### Subbairros
•Centro 
•Tenda Mirim
•Zumbi dos  Palmares 
•Metropolitano
•Jardim Primavera 
•Jardim Lumar 
•Vila Borges
•São Franscisco Xavier 
•São Geraldo
•007
•Planalto ou Conjunto Planalto 
•Meia Lua
•Quartéis
•Vila Tânia 
•Parque dos Laranjais
•Jardim Pitoresco
•Meia Lua
•Ouro Preto 
•Ouro Verde
•Ouro Fino
•Belterra

### Delimitação
027 – BAIRRO COMENDADOR SOARES - Começa no ponto de encontro da BR116 – Rod. Presidente Dutra com a Rua Luiz Silva. O limite segue pela Rua Luiz Silva (incluída) até a Rua Honório Pimenta, segue por esta (excluída) até a Rua Marecil Rodrigues de Souza (antiga Av. Los Angeles), segue por esta (excluída) até o Rio Botas, segue pelo leito deste rio, à montante, até o prolongamento mais à Oeste da Estr. das Cumbucas, segue por esta (excluída) até a Rua Carlos Gomes, segue por esta (incluída) até a Rua dos Quartéis, segue por esta (incluída) até a Rua Kílvio Santos, segue por esta e por seu prolongamento (excluída) até o Ramal Ferroviário de Passageiros da Supervia, segue pelo eixo deste ramal até a BR116 – Rod. Presidente Dutra, segue pelo eixo desta Rodovia, até o ponto inicial desta descrição.

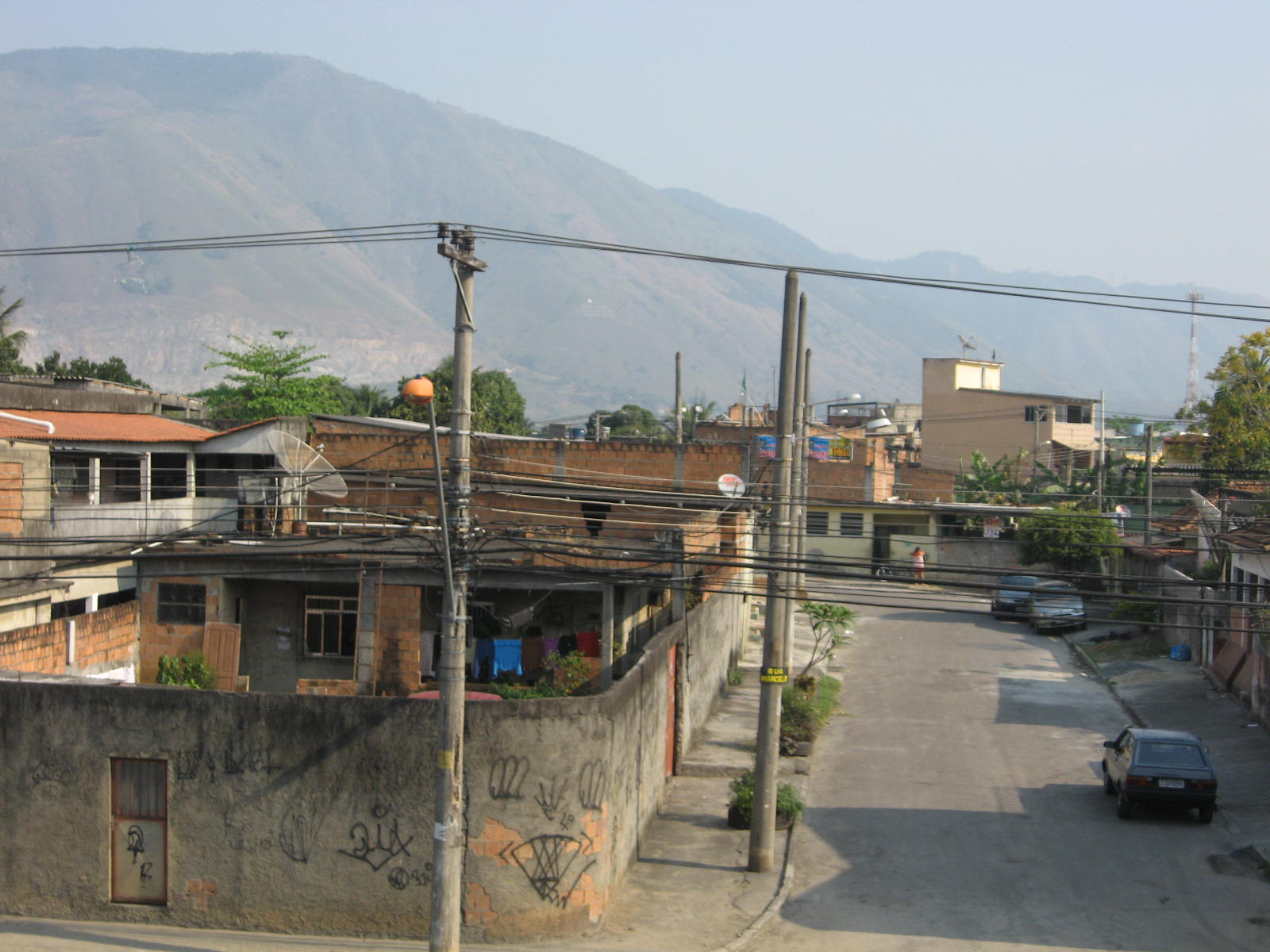
Comendador Soares.

## História
A região era inicialmente a Fazenda Japeaçaba, de propriedade do Conde de Iguaçu, e que sofreu sucessivos desmembramentos, após a morte de seu proprietário, no ano de 1881. Após isto, passou a receber o nome de Bonfim de Riachão, e posteriormente, Morro Agudo, em homenagem à Fazenda Morro Agudo, de propriedade do comendador Francisco José Soares, apontada, no segundo reinado, como uma propriedade rural modelo, dentro da então província do Rio de Janeiro.
Francisco Luiz Soares de Souza Mello (neto do comendador Francisco José Soares) morreu em 24 de agosto de 1916, e em testamento, doou suas fazendas à Santa Casa de Misericórdia do Rio de Janeiro. À época, apesar de possuir boas estradas ligando às demais regiões iguaçuanas,  a localidade, encravada na propriedade da Santa Casa, não apresentava progresso. Entre as estradas estavam a Estrada de Morro Agudo, também chamada de Estrada de Austin ou Estrada de Riachão, reformada em 1931; Estrada Morro Agudo-Santa Rita, remodelada em 1932; e a Estrada Morro Agudo-Cabuçu, aberta em 1933 e neste ano retificada a Morro Agudo-Nova Iguaçu).
Finalmente com a venda das terras promovida pela Casa de Misericórdia, Morro Agudo passou a progredir rapidamente, com a criação de inúmeros loteamentos.
Posteriormente, a companhia ferroviária chegou a retornar ao nome Japeaçaba, mas a população, em protesto, arrancava as placas, o que forçou a companhia a manter na estação ferroviária o nome Morro Agudo. Anos depois, a central, e também a Câmara Municipal, denominaram a localidade de Comendador Soares, mas o nome Morro Agudo até hoje é mais popular.
As melhorias urbanas relevantes iniciaram-se no ano de 1931, quando foi aberta a Rua Tomás Fonseca, ligando até a estação de trem. Em 1951 e 1952 foram pavimentadas esta rua e a Praça da Matriz pela Rua Marechal Floriano Peixoto.